# Linum chamissonis
Linum chamissonis là một loài thực vật có hoa trong họ Linaceae. Loài này được Schiede mô tả khoa học đầu tiên năm 1826.